# Ninhursag
Ninḫursaĝ, còn được gọi là Damgalnuna hay Ninmah, là một nữ thần Sumer cổ đại, là mẹ của núi non và là một trong bảy vị thần lớn (Anunnaki) của Sumer. Vai trò chính của bà là nữ thần sinh sản. Các bài thánh ca trong đền thờ ca ngợi bà là mẫu thần của thiên giới và các vị vua của Sumer được "nuôi dưỡng bởi dòng sữa của Ninhursag". Bà thường được tạo hình với tóc hình omega, mặc áo có sừng và váy xếp tầng, thường có nơ ở vai. Bà thường mang một cây trượng có đầu hình omega, được cho là biểu tượng của tử cung, có lúc dắt theo một con sư tử non bị xích. Bà là vị thần bảo trợ cho một số nhà lãnh đạo Sumer.

## Thần thoại
Trong truyền thuyết về Enki và Ninhursag, Ninhursag và Enki sinh ra một con gái tên là Ninsar ("Nàng Cỏ cây"). Cùng với Enki, Ninsar sinh ra một con gái Ninkurra ("Nàng Cánh đồng"). Ninkurra lại cùng với Enki sinh ra một con gái tên là Uttu. Uttu theo lời khuyên của Ninhursag gieo hạt giống của Enki trên mặt đất, từ đó tám cái cây (đầu tiên) đã mọc lên. Enki ăn chúng và bị bệnh ở tám cơ quan nội tạng. Ninhursag chữa khỏi cho ông ta, đem những cái cây vào cơ thể mình và sinh ra tám vị thần: Abu, Nintulla (Nintul), Ninsutu, Ninkasi, Nanshe, Azimua, Ninti, và Enshag (Enshagag).

## Dẫn nguồn
1. ↑  [King, L. W., Hall, H. R., History of Egypt Chaldea, Syria, Babylonia, and Assyria in the Light of Recent Discovery, p. 117, The Echo Library, 2008.]
2. ↑  Jastrow, Morris., The religion of Babylonia and Assyria, Morris Jastrow, Ginn & Co., 1898.
3. ↑  Douglas Van Buren, Elizabeth., Clay figurines of Babylonia and Assyria, pp. 1, 19, 267, AMS Press, 1980.
4. ↑  Possehl, Gregory L., Ancient cities of the Indus, p. 126, Carolina Academic Press, 1979.
5. ↑  Journal of the Royal Asiatic Society of Great Britain & Ireland, p. 234, Royal Asiatic Society of Great Britain and Ireland, Cambridge University Press for the Royal Asiatic Society, 1932
6. ↑  Clay, Albert T., The Origin of Biblical Traditions: Hebrew Legends in Babylonia and Israel, p. 100, The Book Tree, 1999.
7. ↑  Wallis Budge, E. A., Babylonian Life and History, p233, The Religious Tract Society, 1891, Reprint 2006.
8. ↑  Edwardes, Marian & Spence, Lewis., Dictionary of Non-Classical Mythology, p.126, Kessinger Publishing, 2003.[liên kết hỏng]
9. ↑  Seidl, U. 1993-98. "Muttergöttin. B. Ikonographie." In Reallexikon der Assyriologie und Vorderasiatischen Archäologie 8, p. 519. Berlin: de Gruyter.
10. ↑  Jeremy A. Black, Anthony Green, Tessa Rickards, Gods, demons, and symbols of ancient Mesopotamia: an illustrated dictionary (1992), p. 56f. & 75
11. ↑  “Ninhursag”. Truy cập 15 tháng 1 năm 2020.